# Krivi Vrh
Krivi Vrh – wieś w Słowenii, w gminie Sveta Ana. W 2018 roku liczyła 142 mieszkańców.